# Ministerio de Océanos y Pesca
El Ministerio de Océanos y Pesca (MOF; coreano: 해양수산부; hanja: 海洋水産部): Es una organización a nivel de gabinete del Gobierno de la República de Corea. Asume responsabilidades globales para los sectores marítimo y pesquero en general, que van desde la promoción de la seguridad marítima, la protección del medio marino, el desarrollo de puertos y puertos pesqueros, la investigación y el desarrollo en cuestiones polares hasta la gestión y el uso sostenible. de los recursos pesqueros y el fomento de las actividades de ocio marino. Su sede está ubicada en 94 Dasom-2 ro, ciudad de Sejong.  Antes de la fusión en 2008, el Ministerio de Asuntos Marítimos y Pesca estaba ubicado en 140-2 Kye-Dong, Jongro-gu, ciudad de Seúl.

Logo del Ministerio de Océanos y Pesca en Ingles (horizontal)

El Ministerio de Hacienda se creó como parte de una reorganización general del gabinete en 1996. Durante los 35 años anteriores, las funciones marítimas se habían dividido entre varios departamentos. De 1955 a 1961, bajo la Primera República, existió un Ministerio de Asuntos Marinos, y el actual ministerio tiene su origen en ese organismo.
En 2008, con la fusión del Ministerio de Construcción y Transporte y el MOMAF, se creó el Ministerio de Tierra, Transporte y Asuntos Marítimos. En 2013, se restableció el Ministerio de Océanos y Pesca con una reorganización gubernamental.